# Massarandupió

Lage der Gemeinde Entre Rios in Bahia Brasilien

Der Fischerort Massarandupió mit der Praia de Massarandupió liegt bei Kilometer 88 der Autostraße Linha Verde und ca. 93 km nördlich von Salvador da Bahia im Bundesstaat Bahia in Brasilien.
Umgeben von hohen Wanderdünen erstreckt sich ein mit Kokospalmen bewachsener 364.000 Quadratmeter großer Sandstrand. Massarandupió gehört zum Munizip Entre Rios, zu dem auch der Strandort Subaúma gehört. Die Praia de Massarandupió verfügt über einen der offiziellen Nacktbadestrände in Bahia.